# DRAGONBALL EVOLUTION
『DRAGONBALL EVOLUTION』（ドラゴンボール・エボリューション、Dragonball Evolution/龍珠演変）は、2009年公開のアメリカ合衆国の映画作品。鳥山明の漫画作品『ドラゴンボール』を実写で映画化した作品である。監督はジェームズ・ウォン。20世紀フォックスが制作・配給を行った。ドラゴンボールシリーズ生誕25周年記念作品。
2009年3月10日、日本武道館でワールドプレミアが行われたのち、2009年3月13日に日本で先行公開され、同年4月10日に全米公開された。
同年7月24日、ドラゴンボールシリーズ初のBlu-ray Disc版が発売された。

## あらすじ
7つの球を揃えると、どんな願いも叶えてくれるというドラゴンボール。
本来の力を隠し、普通の高校生として暮らしていた孫悟空は、18歳の誕生日に祖父の孫悟飯を何者かに殺害される。
その犯人、約300年の眠りから目覚めたピッコロ大魔王の世界征服の野望を阻止するため、ドラゴンレーダーで悟空の持つドラゴンボールを奪いに来たブルマや、盗賊として行く手を阻むヤムチャ、自宅に侵入してきた悟空達を強盗と勘違いする武天老師らと共に、修行をし、残りのドラゴンボールを探す旅に出る。
自分の中に眠る大猿の力を制御できずに仲間を襲いはじめる悟空。悟空は大猿の力を制御し、ドラゴンボールを全て集め、祖父悟飯の仇、ピッコロ大魔王の世界征服の野望を阻止できるのか…

## 登場人物

### 仲間
孫悟空
演 - ジャスティン・チャットウィン、日本語吹替 - 山口勝平
高校3年生。おとなしく冴えない少年。幼い頃から祖父の悟飯のもとで武術の鍛錬を受けている。同級生のチチに憧れを抱いているが積極的になれずに内気であり、チチの甘い妄想に浸っている余りに授業をろくに聞かず、ケイリー・フラーをはじめとするいじめっ子から「変人」呼ばわりされている他、いじめを受けている。誕生日に殺された祖父の遺言でピッコロの野望を阻止するためドラゴンボールを探す旅に出る。
野生児のように育てられていた原作に対し、本作では文明的な環境で育っており学校で教育を受けている。
ブルマ・ブリーフ
演 - エミー・ロッサム、日本語吹替 - 平野綾
20代のインテリの科学者。ドラゴンボールのエネルギーを発電に利用しようと研究している。父親の持っていたドラゴンボールをピッコロの部下マイに奪われたため、自身の発明品である液晶画面のDBE（ドラゴンレーダー）を用いて探す。戦う時は、2丁拳銃を使う。
原作のようなわがままでお転婆な性格ではなく男勝りで非常にタフである。
亀仙人
演 - チョウ・ユンファ、日本語吹替 - 磯部勉
大柄な中年。別名「武天老師」。悟飯の師匠で武術家。気がよくテンションが高い。悟飯の教育で基本的な武術を身につけている悟空にドラゴンボールを探す道中、短期で訓練する。必殺技「かめはめ波」を悟空に伝授する。
ヤムチャ
演 - パク・ジュンヒョン、日本語吹替 - 江川央生
旅人から金をくすねる盗賊。砂漠の洞穴の罠にかかった悟空たちから荷物を横取りしようとするが、武天老師に脅されて、しぶしぶ仲間になる。ドリルと飛行形態に変形可能な自動車を所持している他、本人も高い実力の持ち主である。原作では強敵に動じながらも戦う仲間想いな青年だったが、映画では終盤大猿に襲われながらも生き延び、ブルマを殺そうとするマイをブルマから託された銃で射殺している。
チチ
演 - ジェイミー・チャン、日本語吹替 - 小清水亜美
悟空の同級生で憧れの存在。清楚なルックスとは裏腹に武道を習っており実力もあり、悟空の力を知って以後よきライバル兼恋人となる。
原作のような田舎育ちではなく、悟空同様喋り方も標準語。
孫悟飯
演 - ランダル・ダク・キム、日本語吹替 - 石丸博也
悟空を拾い育てた優しい祖父。70代の老人だが熟練した武道家で、幼き頃から悟空に武術を教える。ピッコロにより殺害された後は悟空の夢の中に現われて助言をする。
シフ・ノリス
演 - アーニー・ハドソン、日本語吹替 - 内海賢二
亀仙人の師匠。亀仙人に「マフーバ」を授ける。原作における武泰斗に当たる人物。

### 悪役
ピッコロ大魔王
演 - ジェームズ・マースターズ、日本語吹替 - 大塚芳忠
かつて2000年前に地球を破滅寸前まで追いやった魔族。正体ははるか昔に地球にやってきた異星人ナメック星人で、劇中孫悟飯と悟空は大魔王の正体が「ナメック星人」であることを知っている。「マフーバ」によって2000年間幽閉されていたが、現代において復活し悟飯を殺害、次の日食が起こる日までにドラゴンボールを集めて世界を征服しようと企む。悟空の出生の秘密を知っている。復活した経緯は不明。死闘の末、悟空に敗れるもポストクレジットシーンでは生き延びていたことが明らかになり、謎の女性に密かに保護されていた。
原作のような触角はなく、服装は原作での道着姿ではなくパワードスーツのような装備となっている。
なお、ジェームズ・マースターズ本人は『ドラゴンボール』のファンで、後に米・Funimation社による『ドラゴンボール超』の英語吹き替え版ではザマス役を演じている。
マイ
演 - 田村英里子、日本語吹替 - 甲斐田裕子
ボブカットが特徴的な武術の達人。原作ではピラフの手下だったが、本作ではピッコロ大魔王の部下で最も有能な実力者でコミカルさもない。変身能力を有しており、悟空を欺くためにチチに変身する。その後ブルマと勝負、ブルマを殺害寸前まで追い込むがヤムチャによって射殺される。
フーラム・アサシン
3つの眼と硬い皮膚を持つモンスター。ピッコロの血液から誕生する。

### その他
ケイリー・フラー
演 - テキサス・バトル
アガンデスの友人でクラスのボス的存在。アガンデスと同じくいじめっ子。チチと親しくする悟空のことを嫌っている。
アガンデス
演 - リチャード・ブレーク
ケイリー・フラーの親友で悟空の同級生。アメフトをしている大柄のラテン系の青年でいじめっ子。
セキ
演 - 関めぐみ
ストーリーの鍵を握る巫女。服装は中国の民族衣装である。字幕版もセキだけは日本語で話す。
キンガリー先生
悟空が通う学校の科学の先生。
ウィーバー
悟空の同級生。
エミ
悟空の同級生で、チチの親友。学校のIDカードの写真写りが悪く、本人も「ひどい」と評している。名前は小説版から。
ヒルデンブラント
モレノ
バトラー
パーマー
ケイリーとアガンデスの4人の仲間。名前は小説版から。

## スタッフ
- 監督 - ジェームズ・ウォン
- 製作総指揮 - 鳥山明、ティム・ヴァン・レリム
- 製作 - チャウ・シンチー、リッチ・ソーン
- 脚本 - ジェームズ・ウォン、ベン・ラムジー
- 編集 - クリス・ウィリンガム
- 撮影 - ロバート・マクラクラン
- 助監督 - ポール・F・バーナード
- 第二班監督 - リッチ・ソーン、ゲイリー・カポ
- 美術 - パトリシオ・M・ファレル
- プロダクションデザイン - ブルトン・ジョーンズ、リチャード・ホーランド
- 音楽 - ブライアン・タイラー
- 衣装デザイン - マイェス・C・ルベオ、エドゥアルド・カストロ
- クリーチャーデザイン - アレックス・トゥイス
- 特殊効果 - アレック・ギリス、トム・ウッドラフJr.　ジョー・パンケーク、H・バークレー・アーリス、アマルガメイテッド・ダイナミクス・インク（ADI）
- 視覚効果 - アリエル・ヴェラスコ・ショウ、ジャネット・マズウェル、Ollin Studio、Hybride、CAFE FX、ZOIC STUDIO
- プレ・ヴィズ - チャーリー・イトゥリアーガ、ロビン・L・ダーシー、Image Engine
- スタント - 87Eleven
- 全世界共通テーマソング - 浜崎あゆみ「Rule」（avex trax）

### 日本語版制作スタッフ
- 演出 - 中野洋志
- 翻訳 - 松崎広幸
- 調整 - 山本洋平、中川ふみ子
- 録音スタジオ - ACスタジオ
- 日本語版制作 - ACクリエイト株式会社

## 製作

### 製作開始まで
2002年3月にハリウッドの映画制作会社20世紀フォックスが『ドラゴンボール』の実写映画化権を獲得したと発表した。
2002年に鳥山明が米版『SHONEN JUMP』の創刊イベント出席のため渡米した際、20世紀フォックス関係者と会いキャストに関する要望を聞かれた。
2004年にはベン・ラムジー（「ビッグ・ヒット」）が、50万ドルの契約金で脚本家として20世紀フォックスと契約を結んだ。また、アレハンドロ・アメナーバルは来日時のインタビューで監督としてオファーがあったことを明かした。
これ以降本作に関する情報は途絶えていたが、2007年後半に入り、実際に製作費1億ドル超の大作映画として制作中であることが明らかになった。しかし、後に公表された実際の製作費は約4500万ドルであった。

### 製作決定後
ジェームズ・ウォンが今作の脚本および監督に決定。プロデューサーは、チャウ・シンチーに決定した。
当初はカナダのモントリオールで撮影予定だったが、特殊効果撮影監督アリエル・ヴェラスコ・ショウの提案でメキシコでの撮影に変更になった。映画の85%はメキシコのドゥランゴ州で撮影予定で、2007年11月からセットを組み、2008年1月から3月末まで撮影を行い、その後一部のシーンをメヒコ州にある火山「ネバド・デ・トルーカ」で撮影した。

### 撮影開始後
2007年12月14日よりメキシコシティで撮影が開始された。ここでは主に地元の工科大学のキャンパスを借り、「未来の都」を舞台に悟空の通う「ユニテック高校」での学校生活を撮影し、短い髪で現代的な服装をした悟空の画像が公開。撮影用に太陽電池で動く自動車も20-30台程用意された。ここではアクションシーンの撮影はせず、2008年1月14日からドゥランゴ州に移動し大量のアクションシーンが撮影されている。またロサンゼルスでの撮影も行われる。メキシコのアステカ文明の遺跡も撮影に使われた。メキシコでの撮影は3月中旬に終了した。10月にクランクアップ後の追加撮影が行われた。
当初は2008年8月15日全米公開予定だったが、制作期間を延長し作品の完成度を高めるために全米公開は2009年4月10日に延期された。日本で3月13日より全米に先駆け公開することになり、2008年5月頃より一部の劇場にて人物の登場しない予告編（特報）が上映されていた。
2008年8月に完成度の低さを理由としてお蔵入りになるという噂が流れたが、映画会社はこれを公式に否定。逆に関係者試写での反応はおおむね好評であり、続編についての話し合いも行われていたという。また、2008年10月17日の『マックス・ペイン』全米公開と同時に予告編を上映予定であることを明らかにしていたが、期日までに特殊効果の作業が完了しなかったため、『地球が静止する日』全米公開日の12月12日に延期となった。
2008年12月20日開催のジャンプフェスタ2009でスペシャル映像が上映され、2008年12月19日より悟空のベアブリック付き前売り鑑賞券が販売。その後正式タイトルが『DRAGONBALL EVOLUTION』に、全世界共通のテーマソングが浜崎あゆみの『Rule』に決定した。

## 作品解説
世界設定は原作と同じく未来的で東洋的な要素が多く取り入れられている。悟空役のジャスティン・チャットウィンはメキシコのメディアに対し、「悟空は長い間アニメ界を席巻した重要なキャラクターなので責任は大きいが、多くのファンのためにも、また自分も作品のファンであるため、いい演技をしたい」と語った。ピッコロ役のジェームズ・マースターズは自身の公式サイトとTV Guide誌のインタビューで監督とアニメを絶賛し、ピッコロ役にかつてない意気込みを感じていると話した。

### キャラクター設定
ストーリーの柱となるのはピッコロ大魔王の打倒だが、孫悟空、チチの役どころや彼らの生活の舞台は、魔人ブウ編での孫悟飯、ビーデルのものがプロットとして使われている。
ジャスティン・チャットウィン扮する悟空の髪型も原作のこの時期の悟飯のものであり、ラストカットではピッコロタイプの道着を着た姿も披露する。
ピッコロ大魔王の姿については原作と同様に緑色で禿げ頭で尖った耳をしており、映画は原作よりも女性キャラクターの描写が深くなっていると語った。ただ原作のピッコロの特徴である四肢や腹部の蛇腹模様の意匠や、触角、道着の「魔」の文字といった記号は全て廃された。

### アクション
悟空役のジャスティン・チャットウィンはスタントチーム 87Eleven でアクションの訓練を行った。

### 原作者との関わり
原作者である鳥山明は製作総指揮として参加しており、映画の内容については予告編の冒頭で「脚本やキャラクター造りは原作者としては『え?』って感じはありますが、監督さんや俳優の皆さん、スタッフなど、現場は超優秀な人達ばかりです。ボクやファンの皆さんは別次元の『新ドラゴンボール』として鑑賞するのが正解かもしれません。もしかしたら現場のパワーで大傑作になっているかもしれませんよ! おおいに期待しています!!」とのメッセージを寄せた。
しかし後に『ドラゴンボールZ 神と神』（2013年）が公開された際には「脚本があまりにも世界観や特徴をとらえておらず、ありきたりで面白いとは思えない内容だった。注意や変更案を提示しても、製作側は妙な自信があるようであまり聞き入れてもらえず、出来上がったのも案の定な出来のドラゴンボールとは言えないような映画だった」「（『神と神』の出来に関して）『たぶんダメだろうな』と予想していたら本当にダメだった某国の実写映画と大違い」などと辛辣な評価を下している。

## 小説版・ゲーム版の相違点
- ケイリー・フラーの名前が、小説版ではケアリー・フラー[8]、ゲーム版ではケイリー・ファラーになっている。
- チチに小説版、ゲーム版ではチチ・マクロバーツというフルネームがある[29]。
- ブルマは最初ドラゴンボールのことを別の名前で呼んでいるが、劇場版ではプロメチウム・オーブ、小説版ではプロメシアム・オーブ[30]、ゲーム版ではプロメシウム・オーブとそれぞれ微妙に異なる。
- ブルマのフルネームが劇場版ではブルマ・ブリーフだが、小説版、ゲーム版ではブルマ・エンチャント[31][32]になっている。
- 小説版、ゲーム版ではブルマが「今は二十二世紀」だと発言している[33]。
- 小説版、ゲーム版にある「悟空は実はサイヤ人で真の名はカカロット」「サイヤ人はピッコロ大魔王の右腕」[34]という設定は、劇場版ではカットされている。
- セキは小説版、ゲーム版には登場しない。

### 小説版のみの相違点
- 劇場版では最後でピッコロ大魔王が生きていたことが明らかになるが、小説版では「ピッコロ大魔王の生命の炎は消え果てた」[35]と明記されている。

### ゲーム版のみの相違点
- 悟空の一人称は劇場版、小説版では「僕」だが、ゲーム版では「オレ」になっている。
- アガンデスの名前がゲーム版ではアグンデスになっている。
- ゲーム版にはエミ、キンガリー先生、ウィーバー、ヒルデンブラント、モレノ、バトラー、パーマー、シフ・ノリスが登場しない。
- ゲーム版のみに隠しキャラとしてネオピッコロが登場する[36][37]。孫悟空によって倒されたピッコロ大魔王が再び蘇り新たな力を得ている。

## プロモーション
プロデューサーのチャウ・シンチーがプロモーションに参加せず、日本武道館で開催されたワールドプレミアなどにも姿を見せなかった。本人は「スケジュールが合わなかった」と伝えられているが、一部では製作に際して自分が提示した提案が一切反映されなかったことなどの待遇への不満が原因と言われている。これに対し、亀仙人を演じたチョウ・ユンファが、「彼はプロモーションのスタッフという訳じゃないから」と擁護している。
DVD&Blu-ray発売時にはCMで「悟空にシッポが生えてない!!」「亀仙人がコウラをしょってない!!」「ブルマが凄くかわいくなった!!」と改変ぶりを逆手にとったテロップがつけられた。また、谷桃子とR藤本が出演した別バージョンのCMも1週間ほど深夜枠で放送された。

### イベント
UP x DRAGONBALL EVOLUTION@AKIBA
2009年3月8日に秋葉原でニコンとのコラボイベントが開催された。イベントではニコンが開発した「スカウター」そっくりの未来型メディアポート「UP」を使用して、秋葉原の街を舞台にウォークラリー形式で参加者が映画の謎を解き明かしていくイベントである。2009年3月17日 - 3月31日には連動企画として『UP x DRAGONBALL EVOLUTION@ダレットワールド』が開催された。

## 公開・反響
製作費は約4500万ドルかけられて、60カ国以上で上映された全世界興行収入は約5572万ドルだった。
しかし、上記のように原作者・鳥山からは辛辣な評価を下されており、モントリオールの映画サイトWatchMojo.comで2000年代最悪の映画・第8位に選ばれたように、世界中のドラゴンボールのファンには、この映画を酷評する人も少なくなかった。
脚本家のベン・ラムシーは、このことについて海外のドラゴンボール・ファンサイト『The Dao of Dragon Ball』のインタビューで「ドラゴンボール・エボリューションは私にとって、とても大きな汚点となりました。脚本家として携わった作品が世界中で罵られるのは辛い。世界中から苦情のメールが届いて心が折れそうです。私は何年も批判から気を逸らそうとしましたが、脚本を書いたのは私です。ファンの皆さんをガッカリさせてしまった責任は他でもない自分にあります。最善を尽くしましたが、結局この映画を失墜させてしまいました。私はドラゴンボールのファンではなかったのに、支払われる大金に目がくらんでしまいました。情熱も無いのに取り組んでも、良い作品どころか時には薄っぺらなゴミが出来てしまうことを学びました。もし自分が愛し期待していた作品がガッカリなものになったら、どんな気持ちか私にも分かります。全てのドラゴンボール・ファンの皆さん、心からお詫び致します」と語った。
また、孫悟空役を演じたジャスティン・チャットウィンも2024年3月に鳥山が死去した際に自身のInstagramのアカウントにおいて、「安らかに、ブラザー。そして、脚色がとてもひどくて、大コケしてごめんなさい」と述べ、原作者の鳥山を追悼すると共に本映画の脚色の失敗と観客動員の不振を改めて謝罪している。

### 日本
日本国内では、2009年3月11日に主要キャストを迎え催された日本武道館におけるワールドプレミアを皮切りに、13日より世界に先駆けて封切られた。初日は570スクリーンで公開されたが、内容が明らかになるとともに、下降路線を辿り、興行収入は公開後3日間で動員25万0821人、興収3億1321万5500円となった 。成績は公開初週が3位、翌週は8位、第三週目で上位10位圏内から外れた。
Yahoo! JAPANの映画館の上映情報によると、5月15日の完全公開終了以前にも、4月10日 - 4月17日を境に公開終了した劇場も多かった。
同じ実写化作品として、この作品の対抗馬とされていた『ヤッターマン』には、動員数、興行収入共に大きく水をあけられ、両作の興行収入は、3月末時点で10億円以上の差が開き、最終的にその差は20億円以上となった。

### 中国
中国では3月14日に公開され、公開週の成績は1位、翌週も2位を維持した。
キャラクターの名称で悟空が「武昆（ウークン）」、亀仙人が「武天（ウーティエン）」などと改められるなど、主に原作との差異に対する不満の声が上がった。原作ファンの批判に対し、製作サイドは「この作品はドラゴンボールファンのためのものではなく、新しくドラゴンボールのファンになる人々に向けて作ったもの」と反論している。

### アメリカ
アメリカでは2009年4月10日から公開。劇場数が2100館を越えたが、興行収入は4億円弱にとどまり、興行成績で初登場8位を記録した。公開第1週目の興行成績は500万ドルに達せず、翌週の興行収入ランキングでトップ10から脱落し、最終的な成績も1000万ドルには達しなかった。
子供のファンからの評価はまずまずだったが、大人のファンからは厳しい見解もあり、批評家からは「ハリー・ポッターシリーズのようにストーリーを段階的に分けるべきだった」という意見も出ている。
アメリカでの成績不振の理由に、20世紀フォックスはプレスや評論家などに対する試写会を一切行わなかったことも挙げられる。これは「辛口批評を防ぐため」とも言われていたが「プリントの確保が遅れたのが理由。批評させない目的ではない」と配給会社は答えている。
広報スタッフは「日本での成績が振るわなかったことから強力なプレッシャーを掛けられていた」と漏らしている。また20世紀フォックスは、映画スタジオの推計に基づく4月10日から12日の北米映画興行収入ランキングで、初登場8位と20世紀フォックスの事前予想を下回る出足となったときに、世界での興業収益は3700万ドルと好調であるとして反論していた。
MTVの「Movies Blog」のブロガーSilas Lesnickの記事によると、「原作とは違う部分が出て来た。原作のファンからは支持されないかもしれない」由の現場スタッフの言葉が書き綴られた。

### 香港
香港ではアメリカに続いて4月14日に公開された。事前から「幻滅した」など厳しい声が大多数を占めていたが、興行成績は公開当日に映画館全41館で70万香港ドルを超え、1日の興行成績のトップとなった。

### その他
シンガポール、タイ、マレーシアなどでは、公開週末でいずれも1位を獲得している。その一方で韓国での公開週末成績は2位、ロシアと台湾で5位、フランスでは6位を記録した。

### 影響
フランスの映画監督フィリップ・ラショーは、『ドラゴンボール』と同じく日本の人気漫画である『シティーハンター』の実写映画『シティーハンター THE MOVIE 史上最香のミッション』を制作するにあたり、本作の辛辣な評価を見て、ファンを失望させないために「原作に可能な限り忠実であること」を目指した。この試みは成功し、本作とは逆に、実写『シティーハンター』はその再現度の高さを高く評価された。

## 主題歌
全世界共通テーマソング - 「Rule」
作詞 - ayumi hamasaki / 作曲 - Miki Watanabe / 編曲 - HΛL / 歌 - ayumi hamasaki

## 映像ソフト
いずれも20世紀フォックス ホーム エンターテイメント ジャパンより2009年7月24日発売。
- DVD
  - ドラゴンボール EVOLUTION 特別編
- Blu-ray Disc
  - ドラゴンボール EVOLUTION
- DVD＋Blu-ray Disc
  - ドラゴンボール EVOLUTION 完全数量限定DVD付

## 関連作品

### 小説
- DRAGONBALL EVOLUTION（ステイシア・ドイッチェ ローディー・コーホン（著）、戸嶋芳美（翻訳）、小学館集英社プロダクション）2009年2月13日発売、ISBN 978-47-968-8023-7
- Dragonball: Evolution Junior Novel（Stacia Deutsch Rhody Cohon、VIZ Media）2009年2月24日発売、ISBN 978-1-4215-2664-5（オリジナル版）

### ストーリーブック
- ストーリーブック ドラゴンボール エボリューション（ステイシア・ドイッチェ ローディー・コーホン（著）、堂田和美（翻訳）、小学館集英社プロダクション）
  - 1巻 四星球編（2009年2月13日発売、ISBN 978-47-968-8024-4）
  - 2巻 冒険編（2009年2月13日発売、ISBN 978-47-968-8025-1）
  - 3巻 死闘編（2009年2月13日発売、ISBN 978-47-968-8026-8）

### フィギュア
- ドラゴンボール EVOLUTION GOKU 米国発売バージョン アクションフィギュア（バンダイ）
- ドラゴンボール EVOLUTION 孫悟空 12インチアクションフィギュア（ENTERBAY）
- ドラゴンボール EVOLUTION ピッコロ大魔王 12インチアクションフィギュア（ENTERBAY）

### ゲーム版
2009年3月19日にバンダイナムコゲームスよりPlayStation Portable用対戦型格闘ゲーム『DRAGONBALL EVOLUTION』（タイトルは『ドラゴンボール エヴォリューション』と表記）が発売。『ドラゴンボール』ゲームシリーズ初のCERO12歳以上作品。映画で使われた映像を背景に取り込んでおり、映画の雰囲気を再現している。
初日販売1200本と、歴代のドラゴンボールを扱ったゲームタイトルの初日販売本数と比較して大幅に少ない売り上げとなった。出荷本数は約13000本。
同じPSPゲームである『真武道会』のシステムを流用しており、地上戦でのハイスピード感や接近戦による攻防が売りとなっている。しかしキャラクターの数が非常に少なく、難易度のバランスもあまり良くないが、ゲーム単体としては成立している。

## 続編企画
映画には三部作構想があり 悟空役のジャスティン・チャットウィンは三部作の契約を結んでいて、例えば映画の最後あたり、ピッコロが見知らぬ女性に助けられていて、次回作を予感させている。
プロデューサーのチャウ・シンチーは降板する前に中国紙のインタビューに対し、20世紀フォックスに悟飯、ベジータ、トランクスの配役について要望を伝えてあると語っていた。
製作総指揮のティム・ヴァン・レリムはメキシコの新聞El Siglo de Durangoに対し、悟空が続編の最初で死亡することを明らかにした。
2008年4月、チャットウィンが続編の脚本が書き上がっていることをインタビューで答えていた。